# Miller House (Cromarty)

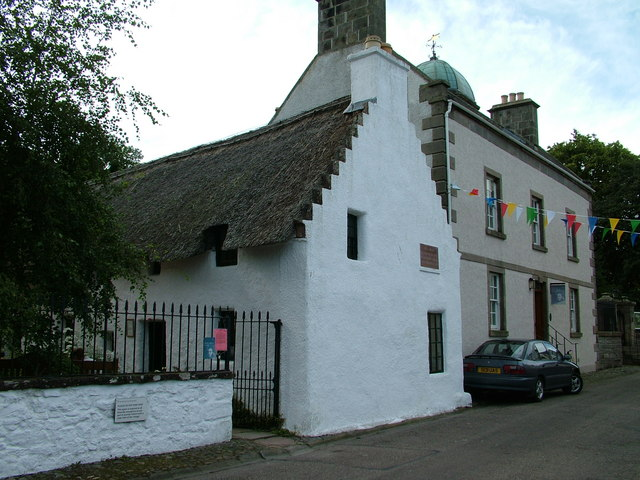
Miller House hinter Hugh Miller’s Cottage

Miller House ist eine Villa in der schottischen Ortschaft Cromarty in der Council Area Highland. 1980 wurde das Bauwerk in die schottischen Denkmallisten in der höchsten Denkmalkategorie A aufgenommen. Zusammen mit dem nebenstehenden Hugh Miller’s Cottage bildet es heute das Hugh Miller’s Birthplace & Museum.

## Geschichte
Das Gebäude wurde im frühen 19. Jahrhundert errichtet. Bauherr war vermutlich der Vater des Geologen, Forschers und Schriftstellers Hugh Miller. Hugh Miller selbst, der 1802 in Hugh Miller’s Cottage geboren wurde, soll das Gebäude nach seiner Heirat bewohnt haben.
Heute zählt Miller House zu den Gütern des National Trust for Scotland, welcher dort das Hugh Miller’s Birthplace & Museum betreibt.

## Beschreibung
Miller House steht an der Church Street im Südostteil Cromartys. Südlich schließt sich Hugh Miller’s Cottage an, während nördlich das Cromarty Courthouse Museum im ehemaligen Justizgebäude Cromartys gegenübersteht.
Die nordostexponierte Hauptfassade des zweigeschossigen Gebäudes ist drei Achsen weit. Sie ist mit Harl verputzt, wobei Natursteineinfassungen, rustizierte Ecksteine und Zierbänder abgesetzt sind. Miller House ist im klassizistischen georgianischen Stil ausgestaltet. Die Eingangstüre befindet sich mittig. Miller House schließt mit einem schiefergedeckten Satteldach. Im Innenraum ist der Treppenaufgang zu erwähnen, der sich um einen durchgängigen, stilisierten Schiffsmast windet.